# Hypoponera leninei
Hypoponera leninei är en myrart som först beskrevs av Santschi 1925.  Hypoponera leninei ingår i släktet Hypoponera och familjen myror. Inga underarter finns listade i Catalogue of Life.